# Antirrhea undulata
Antirrhea undulata é uma borboleta neotropical da família Nymphalidae e subfamília Satyrinae, descrita em 1925 e endêmica da Colômbia. Visto por cima, o padrão básico da espécie apresenta asas anteriores de coloração castanha com uma série de três ocelos com pontuações esbranquiçadas em seu interior; sendo que os dois ocelos de baixo apresentam margens alaranjadas e o ocelo superior é menos definido. Asas posteriores dotadas de quatro manchas alaranjadas e quatro manchas azuladas, características. Vista por baixo, a espécie apresenta a padronagem de folha seca.

## Hábitos
São borboletas que se alimentam de frutos em fermentação e que possuem voo baixo, pousando em folhagem seca e plantas do solo das florestas.[carece de fontes?]